# Joseph-Jules-Marie Legendre
Joseph-Jules-Marie Legendre, francoski general, * 1877, † 1964.